# Chesham metróállomás
A Chesham a londoni metró egyik állomása a 9-es zónában, a Metropolitan line végállomása.

## Története
Az állomást 1889. július 8-án a Metropolitan line részeként nyitották meg.

## Forgalom
| Járat | Útvonal | Gyakoriság      |
| ----- | --- | --------------- |
|       | Aldgate – Liverpool Street – Moorgate – Barbican – Farringdon – King’s Cross St. Pancras – Euston Square – Great Portland Street – Baker Street – Finchley Road – Wembley Park – Preston Road – Northwick Park – Harrow-on-the-Hill – North Harrow – Pinner – Northwood Hills – Northwood – Moor Park – Rickmansworth – Chorleywood – Chalfont & Latimer – Chesham | 7-15 percenként |

## Átszállási kapcsolatok
| Állomás | Átszállási kapcsolatok  |
| ------- | ----------------------- |
| Chesham | Helyi buszok (Broadway) |

## Fordítás
- Ez a szócikk részben vagy egészben  a   Chesham tube station című angol Wikipédia-szócikk fordításán alapul.  Az eredeti cikk szerkesztőit annak laptörténete sorolja fel. Ez a jelzés csupán a megfogalmazás eredetét és a szerzői jogokat jelzi, nem szolgál a cikkben szereplő információk forrásmegjelöléseként.